# Grand Prix de Denain 2009
Il Grand Prix de Denain 2009, cinquantunesima edizione della corsa e valida come evento dell'UCI Europe Tour 2009 categoria 1.1, si svolse il 16 aprile 2009 su un percorso totale di circa 202,7 km. Fu vinto dal francese Jimmy Casper che terminò la gara in 4h40'18", alla media di 43,389 km/h.
Al traguardo 129 ciclisti portarono a termine il percorso.

## Ordine d'arrivo (Top 10)
| Pos. | Corridore           | Squadra         | Tempo    |
| ---- | ------------------- | --------------- | -------- |
| 1    | Jimmy Casper        | Besson Chaus.   | 4h40'18" |
| 2    | Matthew Harley Goss | Saxo Bank       | s.t.     |
| 3    | Denis Flahaut       | Landbouwkrediet | s.t.     |
| 4    | Roberto Ferrari     | LPR Brakes      | s.t.     |
| 5    | Stéphane Bonsergent | Bretagne        | s.t.     |
| 6    | Kenny Dehaes        | Katusha         | s.t.     |
| 7    | Fabien Bacquet      | Auber 93        | s.t.     |
| 8    | Mark Renshaw        | Columbia-HTC    | s.t.     |
| 9    | Yoann Offredo       | F. des Jeux     | s.t.     |
| 10   | Yukiya Arashiro     | Bouygues Tel.   | s.t.     |